# Дёмкин, Иван Иванович
Иван Иванович Дёмкин  (эст. Ivan Demkin, 7 [19] июня 1869, Санкт-Петербург — 28 июня 1943, Таллин) — мировой судья, присяжный поверенный, адвокат, преподаватель правоведения в России и Эстонии.

## Биография
Родился 7 (19) июня 1869 года в Санкт-Петербурге. Был четвёртым сыном в семье священника Иоанна Иоанновича Дёмкина, служившего более 52 лет в Благовещенской церкви на Васильевском острове в Санкт-Петербурге. Его мать Екатерина — дочь священника Симеона Румянцева, служившего в Благовещенской церкви до отца Иоанна.
Окончив Ларинскую гимназию, в 1891—1895 годах он учился на юридическом факультете Санкт-Петербургского университета. После окончания университета поступил на службу в канцелярию общего собрания кассационных департаментов Сената при министерстве юстиции.
В 1896 году женился на купеческой дочери Елизавете Васильевне Александровой.
В 1901 году был назначен мировым судьей в город Лемзаль Лифляндской губернии, куда он приехал из Петербурга с женой и детьми. Через год был назначен мировым судьёй в городе Вольмар Лифляндской губернии. В 1903 году его перевели в Ревель, где он проработал мировым судьёй до 1913 года. У Ивана Ивановича и Елизаветы Васильевны было девять детей. При участии всех членов большой семьи был построен дом в Пирита — в пригороде Ревеля, расположенном на берегу моря.
Помимо основной работы в качестве судьи, Иван Иванович преподавал правоведение в мужской Николаевской гимназии, где учились его сыновья — Андрей, Иван и Михаил.
И. И. Дёмкин играл на рояле и обладал хорошим певческим голосом — баритональным басом. В доме Дёмкиных часто проходили концерты: вместе с профессиональными певицами Иван Иванович исполнял романсы и арии. К 300-летию дома Романовых были поставлены сцены из оперы М. И. Глинки «Жизнь за царя», в которой ученики Николаевской гимназии были «хором поляков», а Иван Иванович исполнил партию Ивана Сусанина.
В 1899—1901 годах были опубликованы отдельные части книги И. И. Дёмкина «Курс гражданского права», посвящённые различным отраслям юриспруденции. В 1904 году вышло полное издание книги «Курс гражданского права», ставшее известным в России учебником по правоведению.
В 1913—1917 годах Дёмкин был мировым судьёй в Санкт-Петербурге—Петрограде. Согласно справочнику «Весь Петроград», с 1915 года он служил в чине коллежского советника, в 1917 году был в должности столоначальника. Также в 1917 году И. И. Дёмкин преподавал правоведение в 9-й Петроградской (Введенской) гимназии имени Петра Великого.
После революции, спасаясь от голода, семья уехала из Петрограда в Уржум, где И. И. Дёмкин стал работать адвокатом. Он приобрёл большую известность среди крестьян: прекрасно зная законы, в том числе советские, умело защищал своих подопечных.
В 1922 году вернулся в Эстонию и получил гражданство Эстонской Республики. Согласно семейной легенде, получить разрешение на въезд в независимую Эстонскую Республику ему помог первый президент Эстонии — Константин Пятс, бывший адвокат, занимавший тогда пост Государственного старейшины. Пятс хорошо знал И. И. Дёмкина с профессиональной стороны, их семьи общались ещё до Первой мировой войны. Вместе с женой и четырьмя детьми — Михаилом, Иваном, Антониной и Верой — он вернулся в свой дом в Пирита. Его дочери Сусанна и Лидия остались в Петрограде. Позже получила советское гражданство и вернулась в Россию и Вера.
Чтобы продолжить работу по специальности, И. И. Дёмкин выучил эстонский язык. В Таллине он работал адвокатом, написал несколько книг о законодательстве Эстонии на русском и эстонском языках.
Умер 28 июня 1943 года. Похоронен на таллинском Лесном кладбище (Метсакальмисту).

## Труды
- Дёмкин И. И. Краткий повторительный курс общей части гражданского права / Сост. по курсам Мейера, Дювернуа, Пахмана и др. применительно к прогр., принятой при испытании в комис. юрид. Санкт-Петербург. — СПб.: тип. т-ва «Печатня С. П. Яковлева», 1898. — 122 с.
- Дёмкин И. И. Общедоступное законоведение, относящееся до крестьянского быта / Сост. в объёме прогр. преподавания «главнейших законов, относящихся до крестьянского быта», в низш. с.-х. шк. 1 разряда. — СПб.: тип. т-ва «Печатня С. П. Яковлева», 1899.
- Дёмкин И. И. Вологодский край / Сост. И. И. Дёмкин; Под ред. А. Ф. Соколова. — СПб.: Постоян. комис. нар. чтений, 1901. — 32 с.
- Дёмкин И. И. Краткий курс гражданского права: Части общая и особенная / Сост. по курсам Мейера, Дювернуа, Пахмана и др. и позднейшим разъясн. Правит. сената / 2-е изд. — СПб.: тип. М. Меркушева, 1904. — 240 с.
- Дёмкин И. И. О производстве выборов в Государственную думу по губернии: Общий порядок: С прил.: образца избирательной записки и форм делопроизводства избирательных комиссий и подкомиссий: К избранию выборщиков по Эстляндской губернии и в частности на Ревельском съезде гор. избирателей / Сост. на основании подлежащих узаконений и разъяснений Пр. сената и Мин. вн. дел мировой судья И. Дёмкин. — Ревель: тип. «Ревельские известия», 1906.
- Дёмкин И. И. Элементарные понятия о праве и государстве: Введение к изучению отеч. законов (в объёме 7 кл. гимназии) / Сост. И.Дёмкин, преп. законоведения Ревел. гимназии имп. Николая I и Петров. реал. уч-ща. — СПб.: тип. Ю. Н. Эрлих, 1908. — 67 с.
- Дёмкин И. И. Условное осуждение и позиция карательного закона: Мысли практика-судьи о желательной для России постановке условного осуждения. — Ревель: тип. «Ревельские известия», 1909.
- Дёмкин И. И. Составы преступлений в основных выводах науки и практики. Выпуск 1, Преступления против личности : краткое справочное руководство для общего ознакомления, штудирования и практических надобностей. — Ревель: тип. И.Циммермана, 1924.
- Дёмкин И. И. Единый суд: к вопросу об основах нового судоустройства / (по поводу «Uue kohtukorralduse alused» особой комиссии при Кодификац. отделе Министерства юстиции). — Ревель: тип. И.Циммермана, 1925.
- Demkin I. 1929. aasta Eesti kriminaalseadustik. I, Üldosa, käsiraamat : seadustiku algupärase tekstiga, selle wenekeelse tõlkega wõi wene U.N.S. tekstiga wastawate paragrahvide juures ja seadusandluse materjalidega, mis süstematiseeritud kriminaal-süü, wastutuse, nende aluste ja liikide tutwunemise kergendamiseks seadustiku süsteemi järgi / kokku seadnud J. Demkin A. Insler’i kaasabil. — Tallinn, 1931.
- Demkin I. Füüsilistelt isikutelt wõetaw erimaks: Wabariigi Walitsuse erimaksu määrus 30. detsembrist 1932. a. : ühes sisuseletawa üldkirjeldusega, wenekeelse tõlkega ja majanduseministri juhatuskirjaga / Особый налог с физических лиц: постановление об особом налоге Правительства Республики от 30 декабря 1932 г.: с общим пояснительным описанием содержания, русским переводом и инструкцией Министра Промышленности. — Tallinn, 1933.

## Дети
- Андрей (1897—1913)
- Екатерина (1898—1920)
- Лидия (1900—1994)
- Иван (1901—1969)
- Михаил (1901—1961)
- Сусанна (1903—1999)
- Антонина (1904—1992)
- Леонид (1905—1906)
- Вера (1907—1989)

### Комментарии
1. ↑  Эстонские топонимы, оканчивающиеся на -а, не склоняются и не имеют женского рода (исключение — Нарва)